# Purulijasz
A purulijasz (𒂡𒁍𒊒𒇷𒄿𒀀𒀸 EZEN/ezem/ES/i-ze-eĝ3 p/bu/wuu-ru-li/e-ia-aš vagy 𒁍𒊒𒇺 pu-ru-liš), szó szerinti fordításban az öntözés utáni fesztivál a föld ünnepe egy évenként, minden tavasszal, március 21-től, az újév kezdetétől megrendezett több napos ünnepségsorozat (fesztivál) volt a Hettita Birodalomban, a legfontosabb állami ünnepek egyike. A név a tavaszi esőkre és a növényzet évszakos megújulására utal. Központi eseményei Nerikben, a szent városban zajlottak a hettiták legkorábbi történetétől kezdve egészen I. Hantilisz uralkodásáig. Ekkor Hattuszaszba költöztették az ünnepet. Ennek oka valószínűleg a kaszkák fenyegetése volt, mivel nem sokkal később el is foglalták a várost. A legfontosabb szertartásokat Tavinijasz városában tartották meg. Kapcsolatba hozható az Enúma elisben leírt asszír és babiloni akítu rituáléval, az újévi ünnepséggel, így talán az óasszír kereskedelem korára tehető a kialakulása. Hatása a görögöknél Tüphón mítoszában fogható meg.
Az ünnepségeket Tarhuntasz (eredetileg Taru, később Teszub) tiszteletére tartották, aki legyőzte Illujankaszt, a kígyót. Az eseménysort Hannahannah (később Hebat) földistennőnek, a hettita anyaistennőnek szentelték, és szerepet kapott benne az arinnai Napistennő, valamint Vuruszemusz és Lelvani kultusza is. Külön védőistennője volt Tateszhapi, a „Nagy Istennő”. A CTH#738 egyenesen Tateszhapi-ünnepnek nevezi, ezért a dokumentumot Tateszhapi-fesztivál címen is ismerik. Szokás volt, hogy ha az év folyamán az uralkodó meghalt, akkor az új király hivatalos beiktatása és évszámítása is a purulijasztól kezdődött, aki uralkodását azzal kezdte, hogy feleségül vette Hannahannah istennőt. Az uralkodó részvétele a Birodalom jóléte, a föld termékenysége számára elengedhetetlenül fontos volt, ezért például II. Murszilisz többször hazatért hadjárataiból, inkább háborúzó hadseregét hagyva el, mint hogy ne vegyen részt a purulijaszon (KUB II.5).
A Viharisten és a kígyó című eposzt Kella azért írta, hogy az ünnepségen felolvashassák a szertartások alatt. A Telipinusz eltűnése című mítosz kifejezetten a termékenységgel kapcsolatos elbeszélés. Eközben szinte színielőadások zajlottak, zene, tánc, pantomim, amikkel mintegy vizualizálták a történetet. Ez már a közvetlen előzménye a görög drámaszínháznak.